# El Niño de 1982–1983

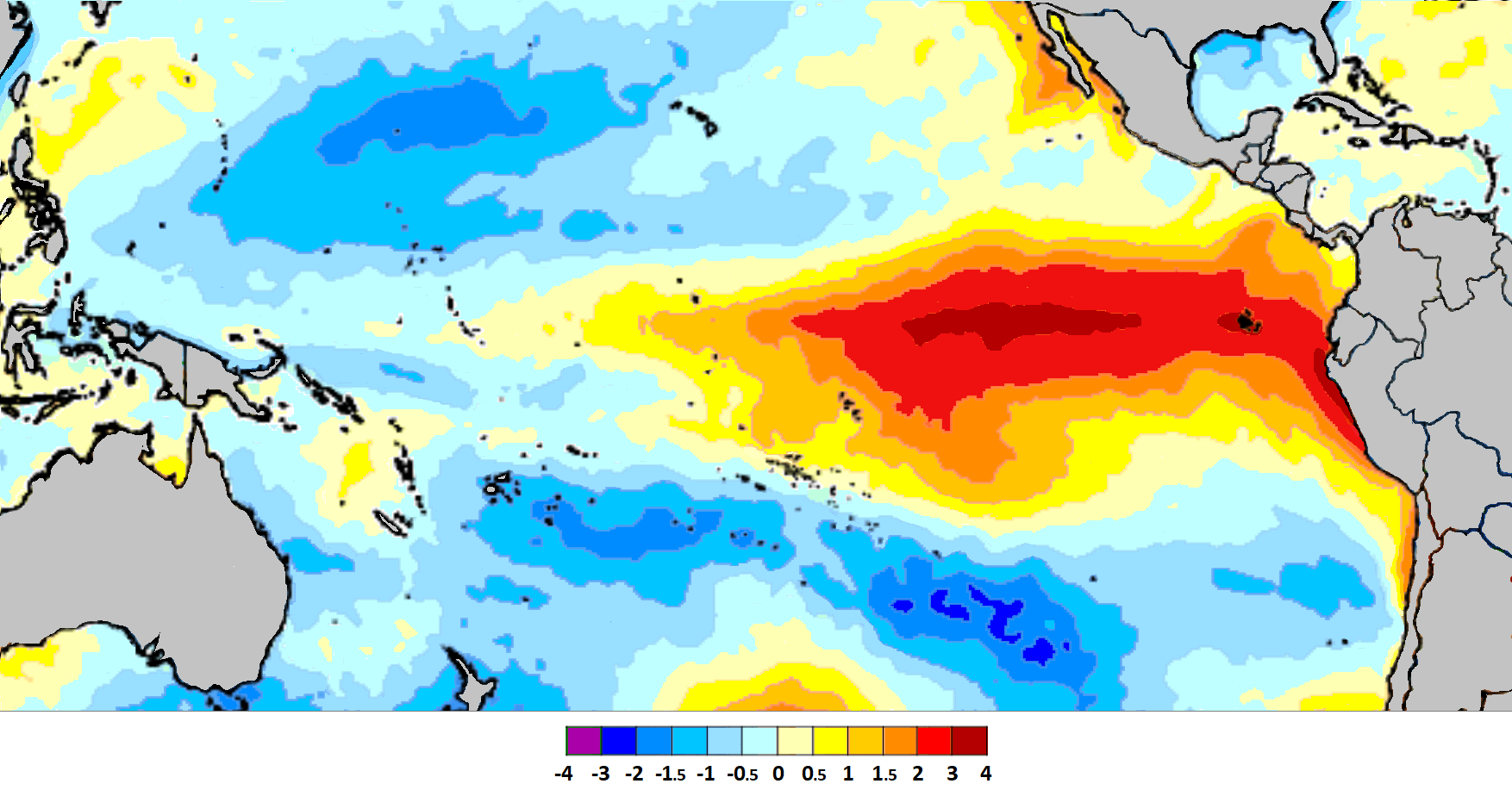
Carte de l'océan Pacifique pendant l'hiver 1982-1983, montrant l'importante anomalie de température de surface de la mer chaude présente lors de cet événement.

L'El Niño de 1982-1983 a été l'un des événements El Niño les plus forts depuis la tenue de registres. Il a entraîné des sécheresses en Indonésie et en Australie, des inondations généralisées dans le sud des États-Unis, un manque de neige dans le nord des États-Unis et un hiver anormalement chaud dans la plupart des régions des latitudes moyennes d'Amérique du Nord et d'Eurasie.
L'impact économique mondial est estimé à plus de huit milliards de dollars. Cet événement El Niño a également conduit à un nombre anormal d'ouragans dans l'océan Pacifique pendant cette période ; l'ouragan Iwa (en) a frappé Hawaï pendant l'événement.

## Progression météorologique
Pour diverses raisons, allant du manque de connaissances du grand public concernant les événements El Niño au fait qu'une éruption volcanique au Mexique depuis El Chichón a détourné l'attention de nombreux scientifiques, cet événement a échappé à l'attention de la plupart des scientifiques jusqu'en 1983. Comme l'a souligné Walter Sullivan, des signes précurseurs ont commencé à apparaître au début de l'année 1982, lorsqu'une baisse notable et mesurable de la pression atmosphérique a été notée dans le centre et le sud-est du Pacifique par rapport aux pressions mesurées au large de Darwin, en Australie. Au fur et à mesure que l'année avançait, de plus en plus de signes pointaient vers un puissant événement El Niño à venir ; de l'effondrement et de l'inversion subséquente des vents d'est commerciaux qui empêchent traditionnellement l'upwelling de se produire dans le Pacifique occidental aux diverses signatures atmosphériques qui peuvent toutes être associées à El Niño-Oscillation australe, ces indicateurs ont tous souligné le fait qu'un des événements El Niño les plus puissants du XXe siècle avaient commencé.

## Effets sur le développement des cyclones tropicaux
À la suite de l'événement, la saison des ouragans de l'Atlantique de 1982 (en) et la saison des ouragans de l'Atlantique de 1983 (en) ont toutes deux vu un nombre réduit de tempêtes et une diminution de leur force moyenne. Au cours de cette période de deux ans, la tempête la plus notable qui s'est formée au cours de cette période a été l'ouragan Alicia, de catégorie 3, qui a touché terre au Texas, causant des dommages estimés à trois milliards de dollars américains. Le reste des tempêtes qui se sont formées au cours de ces deux saisons étaient relativement banales; au cours des deux saisons, il n'y a eu que 10 tempêtes nommées, 5 ouragans et deux ouragans majeurs. L'Atlantique tropical produit généralement 10 tempêtes nommées, 5 à 6 ouragans et 2 à 3 ouragans majeurs en une seule année. Bien que l'ouragan Debby en 1982 ait atteint la catégorie 4, il n'a jamais touché terre.
En revanche, la saison des ouragans du Pacifique de 1982 (en) et la saison des ouragans du Pacifique de 1983 (en) ont toutes deux été exceptionnellement actives. La saison 1982 se classe au 4e rang des saisons les plus actives aux côtés de 2018, tandis que la saison 1983 était la plus longue saison des ouragans du Pacifique enregistrée à l'époque (elle a ensuite été dépassée par les saisons 2015 et 2016). Les tempêtes notables incluent l'ouragan Iwa, l'ouragan Paul de 2006 et l'ouragan Tico (en).
Malgré les attentes d'une diminution de l'activité des cyclones tropicaux, les saisons des typhons du Pacifique occidental de 1982 et 1983 n'ont guère été affectées par l'événement El Niño en cours.

## Répercussions
L'événement El Niño de 1982-1983 a changé l'emplacement normal des eaux froides et chaudes autour des îles Galápagos, tuant de nombreuses macroalgues à la base de la chaîne alimentaire et augmentant la prédation sur les survivants par des animaux affamés. Une espèce endémique d'algues d'eau froide, Desmarestia tropica, a définitivement disparu du fait de cette crise.  Deux espèces animales, la demoiselle des Galápagos (qui était considérée comme "rare" avant l'événement) et l'étoile solaire à 24 rayons (en), n'ont plus été vues depuis cet événement El Niño,. En amont de la chaîne alimentaire, la crise a entraîné le déclin de 77 % des manchots des Galápagos, de 49 % des cormorans aptères, et de 25 % des lions de mer péruviens adultes et des otaries à fourrure. 
En Équateur, de fortes pluies et des inondations ont entraîné de fortes récoltes de poissons et de crevettes; cependant, les grandes quantités d'eau stagnante ont également permis aux populations de moustiques de prospérer, entraînant de grandes épidémies de paludisme. Rien que dans ce pays, l'impact économique de cet événement en ce qui concerne les dommages causés par ces inondations a été estimé à plus de 400 millions de dollars américains.
L'eau chaude au sud des îles hawaïennes vers novembre a permis à une perturbation tropicale tardive de se transformer en ouragan, appelé Iwa, qui est devenu le cyclone tropical ayant le plus fort impact économique jusqu'alors, causant des dommages à hauteur de 312 millions de dollars américains et laissant 500 Hawaïens sans abri. Le dernier oiseau femelle Kauaʻi ʻōʻō a été perdu dans la tempête; son compagnon a été enregistré en train de chanter en solitaire jusqu'à ce qu'il se taise et meure vraisemblablement en 1987, marquant l'extinction de leur espèce. 
En Indonésie et en Australie, l'une des pires sécheresses jamais survenues s'est fait jour à la suite de cet événement. Les eaux plus froides ont entraîné la formation de moins de convection dans la région et, par conséquent, moins de précipitations. Les dommages causés par les mauvaises récoltes et la perte de bétail ont largement dépassé les 100 millions de dollars américains.
L'Amérique du Nord et l'Eurasie ont également dû faire face à des températures exceptionnellement chaudes à la suite de cet événement la canicule européenne 1983 a affecté l'Italie et le Sud-Est de la France. L'est des États-Unis, en particulier, a connu l'hiver le plus chaud depuis environ 25 ans. D'autres effets secondaires, tels qu'une augmentation des moustiques, une perte de saumons au large des côtes de l'Alaska et du Canada et une augmentation des attaques de requins au large de la côte ouest des États-Unis, peuvent également être au moins partiellement imputés à cet événement. Plusieurs records de température sur les deux masses continentales ont ainsi été battus.